# Гаген (Оснабрюк)
Гаген (нім. Hagen) — громада в Німеччині, розташована в землі Нижня Саксонія. Входить до складу району Оснабрюк.
Площа — 34,49 км2. Населення становить 13 471 ос. (станом на 31 грудня 2021).